# القرية العليا (ذي السفال)

تعديل مصدري - تعديل

القرية العليا محلة تابعة لقرية العداني، التابعة لعزلة العداني بمديرية ذي السفال إحدى مديريات محافظة إب في الجمهورية اليمنية، بلغ تعداد سكانها 179 حسب تعداد اليمن لعام 2004.